# Zodiacal (roman)
Zodiacal (titre original : Macroscope) est un roman de Piers Anthony publié en 1969.
Zodiacal (Macroscope) est un roman de science-fiction de l'écrivain britannico-américain Piers Anthony. Il a été nommé pour le prix Hugo du meilleur roman en 1970.

## Histoire
Macroscope a été publié pour la première fois en 1969 et reflète à certains égards les valeurs idéalistes de cette époque. L'intrigue implique, entre autres, une extension de l'expérience de Peckham, le jeu des germes des mathématiciens John Conway et Michael Paterson, l'astrologie, la poésie de Sidney Lanier, l'histoire de la Phénicie, et un commentaire sur la valeur d'un professeur dévoué à une matière par rapport à un ingénieur praticien de cette matière qui tente de l'enseigner, le tout dans une combinaison kaléidoscopique. Ce livre occupe une place unique dans l'œuvre d'Anthony et a recueilli de bonnes critiques de la part des fans de science-fiction ainsi que de son public habituel de fans de fantasy.

## Résumé
L'élément central de l'intrigue est le macroscope, un grand cristal qui peut être utilisé pour focaliser un type de particule récemment découvert, le « macron ». Les macrons ne sont pas soumis à la plupart des effets qui interfèrent avec la lumière et, par conséquent, le macroscope peut se concentrer sur n'importe quel endroit de l'espace-temps avec une clarté exceptionnelle, produisant un télescope de résolution infinie dans le continuum espace-temps. Le macroscope a été intégré à une station spatiale en orbite autour du Soleil, où des scientifiques se rendent pour réserver du temps sur l'appareil. Grâce à lui, ils sont en mesure d'explorer l'espace comme jamais auparavant. Parmi leurs nombreuses découvertes, on compte de nombreuses planètes et deux races extraterrestres intelligentes. À l'aide du macroscope, les observateurs ont pu examiner les archives historiques d'une des races et trouver de nombreux parallèles avec la vie humaine sur Terre. La race est maintenant en déclin social, et les implications sont inquiétantes.